# 2,5-Dimethyl-3-hexin-2,5-diol
2,5-Dimethyl-3-hexin-2,5-diol ist eine chemische Verbindung aus der Gruppe der Diole mit einer zusätzlichen C≡C-Dreifachbindung.

## Gewinnung und Darstellung
2,5-Dimethyl-3-hexin-2,5-diol kann durch Reaktion von Aceton mit Ethin in Gegenwart von Kaliumhydroxid gewonnen werden.

## Eigenschaften
2,5-Dimethyl-3-hexin-2,5-diol ist ein weißlicher Feststoff, der löslich in Wasser ist.

## Verwendung
Die Verwendung als Drahtziehschmierstoff, Antischaummittel, Haftvermittler in Harzbeschichtungen und Zwischenprodukt zur Herstellung von anderen chemischen Verbindungen ist bekannt.
Durch Reduktion in Gegenwart eines Palladium- oder Platinkatalysators kann 2,5-Dimethyl-2,5-hexandiol gewonnen werden.